# UIC-Mittelpufferkupplung

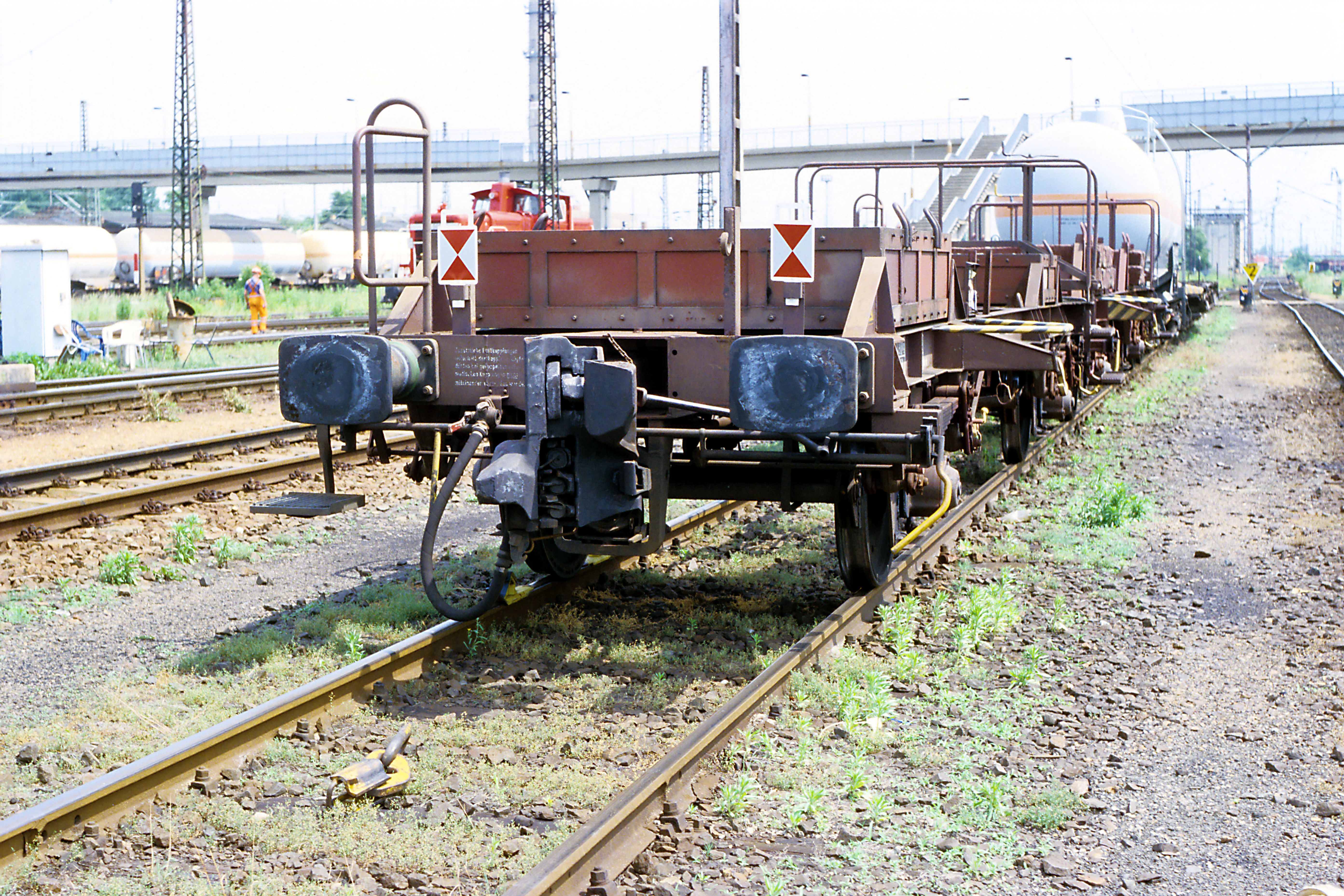
UIC-Mittelpufferkupplung Bauart Intermat an einem Kuppelwagen

Die UIC-Mittelpufferkupplung ist eine automatische Mittelpufferkupplung, die in den 1960er Jahren als Ersatz für die bei den europäischen Eisenbahnen gebräuchliche Schraubenkupplung entwickelt wurde. Weil Europa damals in zwei politische Blöcke gespalten war, entstanden unter Federführung der UIC einerseits und der OSShD andererseits zwei Bauarten, die allerdings miteinander kompatibel sind.
Sie erspart die aufwändige Kuppelarbeit und ermöglicht es, wesentlich schwerere Züge zu bewegen. Aus diesem Grund ist sie bis heute bei Erztransporten der DB Cargo Deutschland AG in Gebrauch.

## Geschichte
Die Kupplung basiert auf dem Vorbild der sowjetischen SA-3-Kupplung und damit dem Prinzip der nordamerikanischen Willison-Kupplung. Um eine auch vertikal starre Verbindung zu erhalten und eine gleichzeitige Ankupplung der Luft- und Stromleitungen zu ermöglichen, befinden sich unter der eigentlichen Willison-Kupplung die Starrmachungsorgane mit den Leitungskupplungen.

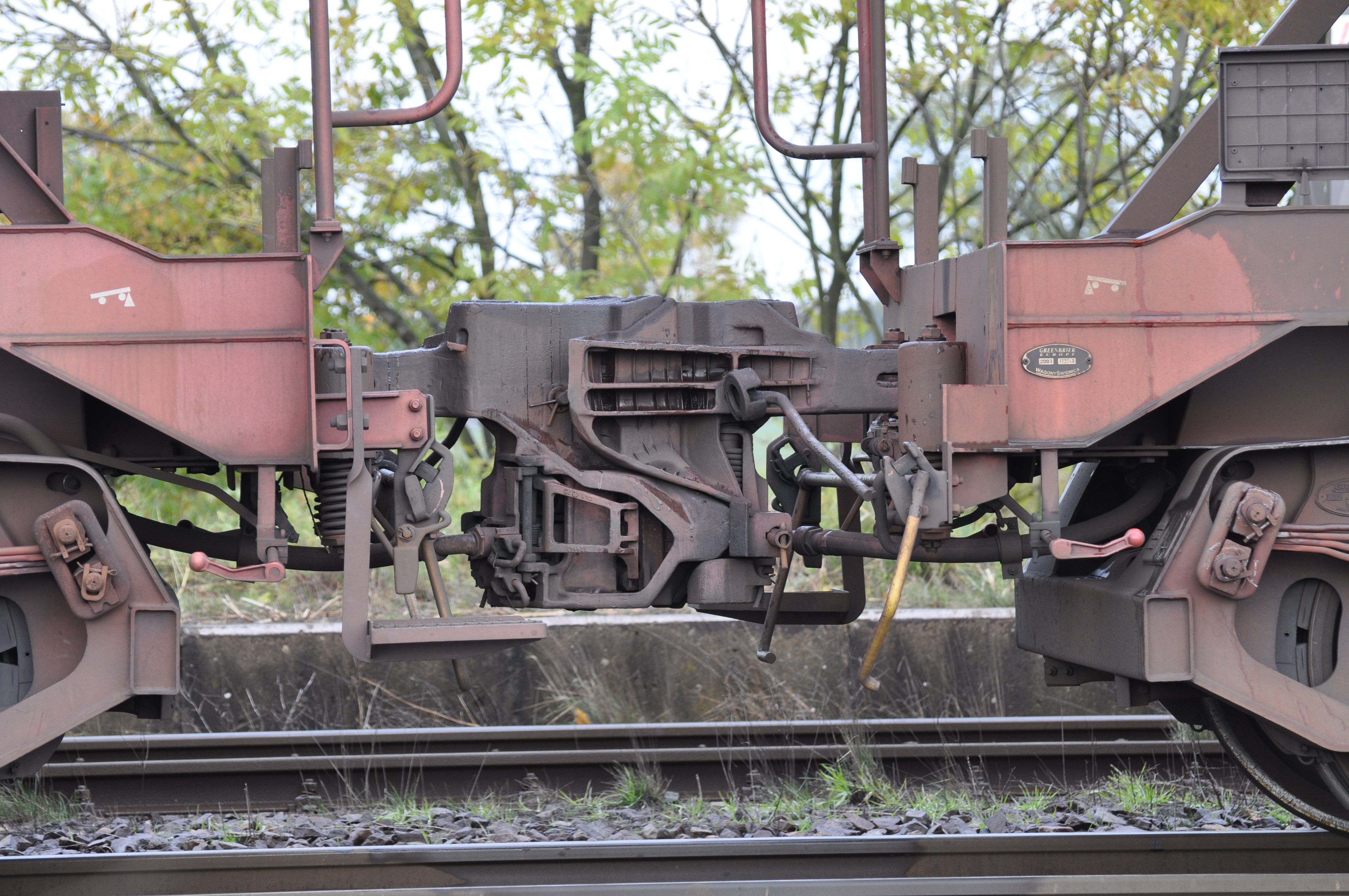
Mittelpufferkupplung Bauart Unicupler im Eingriff

Entwickelt wurden zwei Versionen der neuen Kupplung, die am Ende der Entwicklungsarbeiten uneingeschränkt miteinander kuppelbar waren. Für den Bereich der OSShD entwickelte der VEB Waggonbau Bautzen in Zusammenarbeit mit Ingenieuren der Deutschen Reichsbahn und aus der Sowjetunion die Intermat. In Westeuropa wurde von der Unicupler GmbH, einer Tochtergesellschaft der Knorr-Bremse in München, das Konkurrenzprodukt AK69e entwickelt.
Ein wesentlicher Unterschied zur SA-3- und auch zur ursprünglichen nordamerikanischen Janney-Kupplung ist die für das starre Prinzip notwendige senkrechte Beweglichkeit mit gefederter Aufhängung. Bei der Bauart Intermat stützt sich die Feder auf einem Bügel unterhalb des Kopfstückes ab, bei der Bauart Unicupler liegt der Kuppelkopf auf einer abgefederten Gleitschiene im Kopfstück auf.

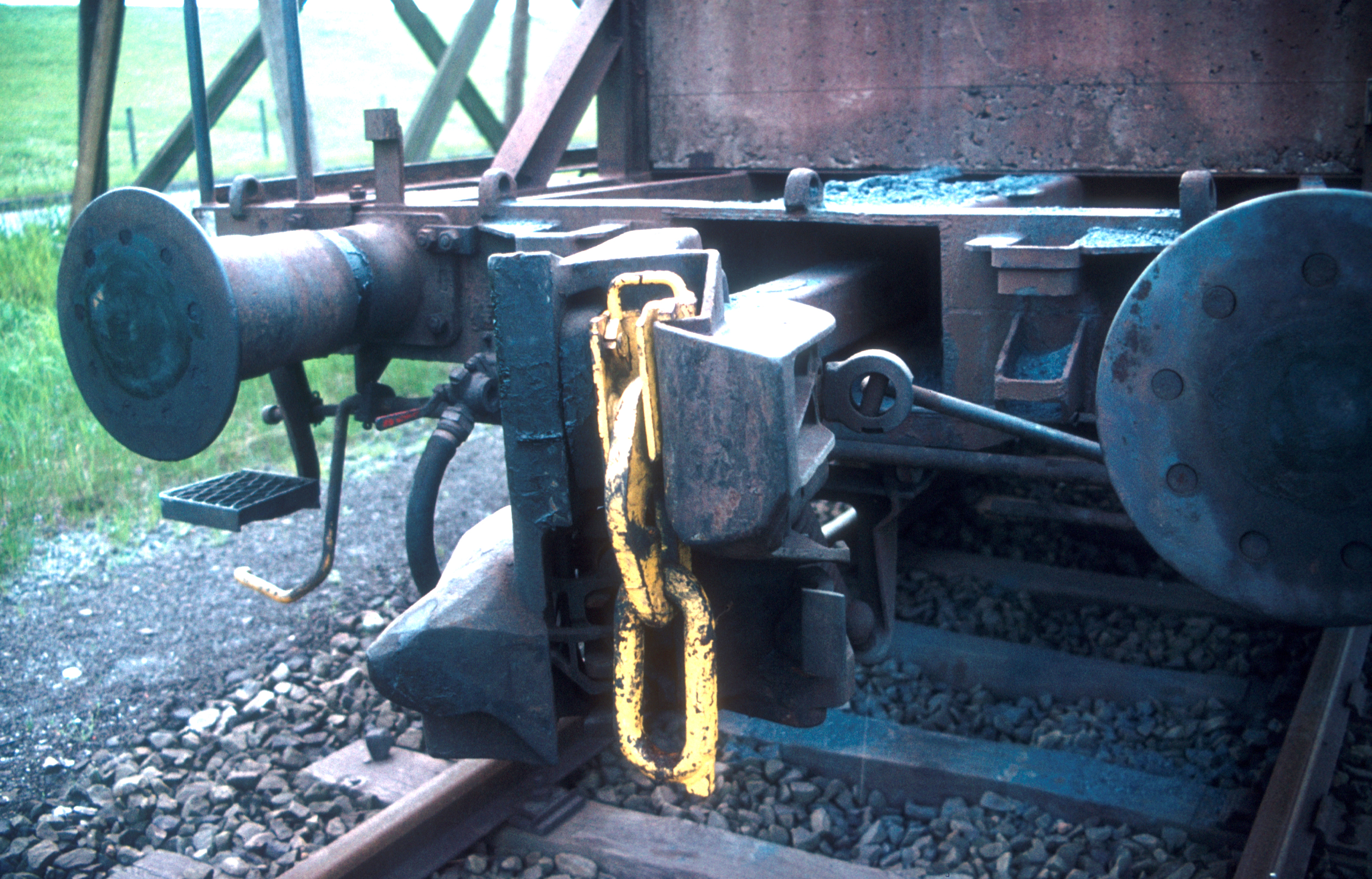
Mittelpufferkupplung Bauart Intermat mit eingesetzter Gemischtkupplung

Begonnen wurde die Entwicklung einer Mittelpufferkupplung für europäische Verhältnisse schon 1955 durch die Deutsche Reichsbahn und den VEB Waggonbau Bautzen. Die zu entwickelnde Kupplung sollte mit der Bauart SA-3 kuppelbar sein, Druckluft-, später auch elektrische Leitungen mitkuppeln und für Reisezug- sowie Güterwagen und Lokomotiven einheitlich ausgeführt werden. Die Forderung nach dem Verbinden von Leitungen bedingte die Abkehr vom unstarren Prinzip der SA-3-Kupplung. 1963 beteiligten sich auch die Sowjetischen Eisenbahnen, es kam zur Bildung eines gemeinsamen Konstruktionsbüros. Etwa zeitgleich nahmen auch westeuropäische Bahnverwaltungen und Hersteller Arbeiten für eine europäische Mittelpufferkupplung auf. Von Anfang an war allerdings klar, dass nur eine einheitliche Bauart eine Chance auf allgemeine Einführung hatte. Beide Seiten versuchten, die jeweilige Gegenseite zur kostenpflichtigen Lizenznahme von eigenen Patenten zu bewegen. Man erkannte jedoch, dass damit die Kosten noch weiter gestiegen wären. 1968 wurde vereinbart, dass beide Entwicklungen kompatibel gemacht werden sollten, dass jede Seite die Patente der anderen kostenfrei nutzen durfte und dass die Kosten der Entwicklung breiter verteilt werden sollten. Bis zu diesem Zeitpunkt waren diese praktisch nur von der DR und den SŽD aufgebracht worden.
1970 hatten die im Detail leicht abweichenden Kupplungen sowohl auf Prüfständen als auch im Einsatz ihre Betriebsfähig- und -festigkeit sowie ihre Kompatibilität erwiesen. Eine europaweite Einführung wurde jedoch immer wieder verschoben. Da die Kupplung nicht ohne Hilfsmittel mit der Schraubenkupplung kompatibel ist, wäre ein simultaner Umstieg notwendig gewesen, den einige Mitgliedsländer finanziell nicht bewältigen konnten. Die als Systembestandteil mitentwickelte Gemischtkupplung war seinerzeit nur im Rangierdienst zugelassen. Inzwischen hat sie ihre Tauglichkeit im Zugbetrieb durch den Dauereinsatz in Finnland, wo praktisch alle Streckenlokomotiven mit SA-3, die allermeisten Wagen aber mit Schraubenkupplung ausgerüstet sind und auch beim Bespannen von Erzzügen in Deutschland und den Niederlanden mit Lokomotiven ohne automatische Kupplung oder bei Überführungsfahrten von Erzwagen mit Kuppelwagen bewiesen. Eine simultane Umstellung wäre damit nicht mehr erforderlich.

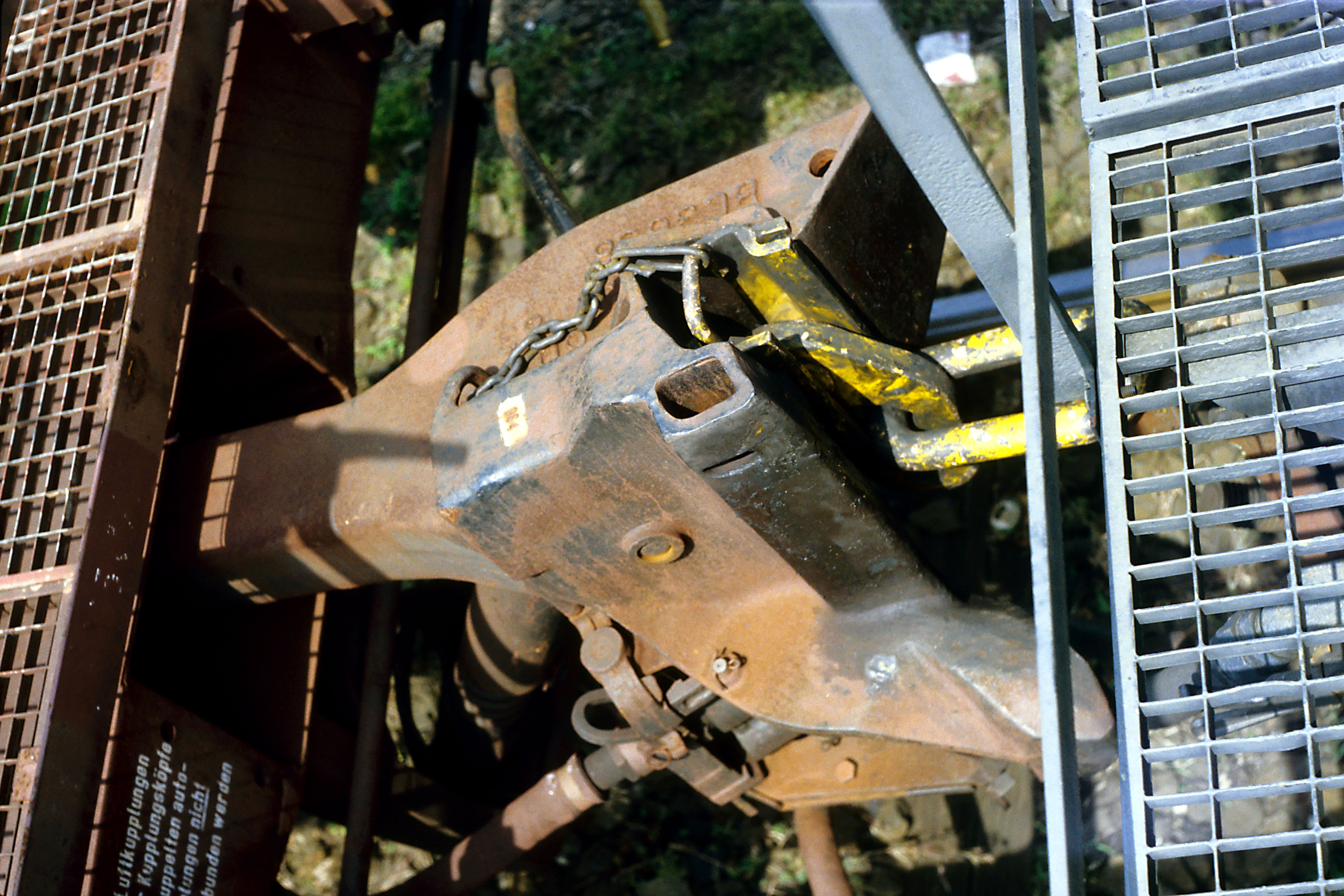
Gemischtkupplung in gekuppeltem Zustand

Die Gemischtkupplung wird von oben in den Kuppelkopf eingesetzt, verriegelt sich durch eine Sperrklinke, die Lasche wird über den Zughaken des Fahrzeuges mit Schraubenkupplung gelegt und zum Kurzmachen in die untere Lage der Stufenplatte gebracht. Zum Entkuppeln entriegelt man den Kuppelkopf auf gewöhnliche Art. Dadurch wird die Gemischtkupplung freigegeben, sie hängt am Zughaken des gegenüberstehenden Fahrzeuges. Am Kopfstück des Fahrzeuges mit Mittelpufferkupplung gibt es eine Aufnahme, auf die die Gemischtkupplung bei Nichtgebrauch aufgesteckt wird.
Parallel zur Entwicklung der Kupplungen wurden Neubaufahrzeuge auf den Einbau der Mittelpufferkupplung vorbereitet. Die Bodenrahmen mussten in die Lage versetzt werden, Druckkräfte in der Mittelachse aufzunehmen, gleichzeitig war es erforderlich, die durchgehende Zugstange aufzugeben. Zugleich musste Platz für die Federeinrichtung geschaffen werden. Eine Konsequenz daraus war das Verkleinern der Raddurchmesser bei den Wagen vom ursprünglichen Einheitsmaß mit 1000 Millimetern auf zunächst 920 Millimeter. Die Kopfstücke wurden ebenfalls auf den Einbau vorbereitet. Zu erkennen sind diese an einer kastenförmigen Öffnung, die mit einer einschraubbaren Zughakenführung abgedeckt ist. Nach dem endgültigen Festlegen des Umstellungstermines sollte die Vorrüstung soweit gebracht werden, dass die Umstellung ohne Schweiß- und Schneidarbeiten möglich geworden wäre. Nachdem die Einführung der Mittelpufferkupplung in den 1980er Jahren immer unwahrscheinlicher wurde, reduzierten einige Hersteller den Grad der Vorrüstung wieder (»verringerte Einbaustufe«, erkennbar an der durchgehenden Pufferbohle). Für Lokomotiven waren aus Platzgründen abweichende Aufnahmen vorgesehen, Dampflokomotiven sollten nicht mehr umgerüstet werden.
Am 3. Dezember 1974 teilten Vertreter des östlichen Rats für gegenseitige Wirtschaftshilfe (COMECON) während einer Tagung der westlichen Europäischen Verkehrsministerkonferenz mit, dass der bereits mehrfach verschobene und zuletzt für 1985 vorgesehene Einführungszeitpunkt nicht gehalten werden könne. Ein neuer Termin konnte nicht festgelegt werden. Auch die Deutsche Bundesbahn beendete daraufhin eine Fortsetzung der Vorbereitungsarbeiten. Allein bei ihr hatten bis Ende 1974 etwa 2.220 Lokomotiven, 5.200 Personenzugwagen und 120.800 Güterwagen den erforderlichen Einbauraum erhalten. Inzwischen sind sehr viele der vorgerüsteten Fahrzeuge bereits wieder ausgemustert. Der Aufwand dafür stellt eine verlorene Investition in unbekannter Höhe dar.

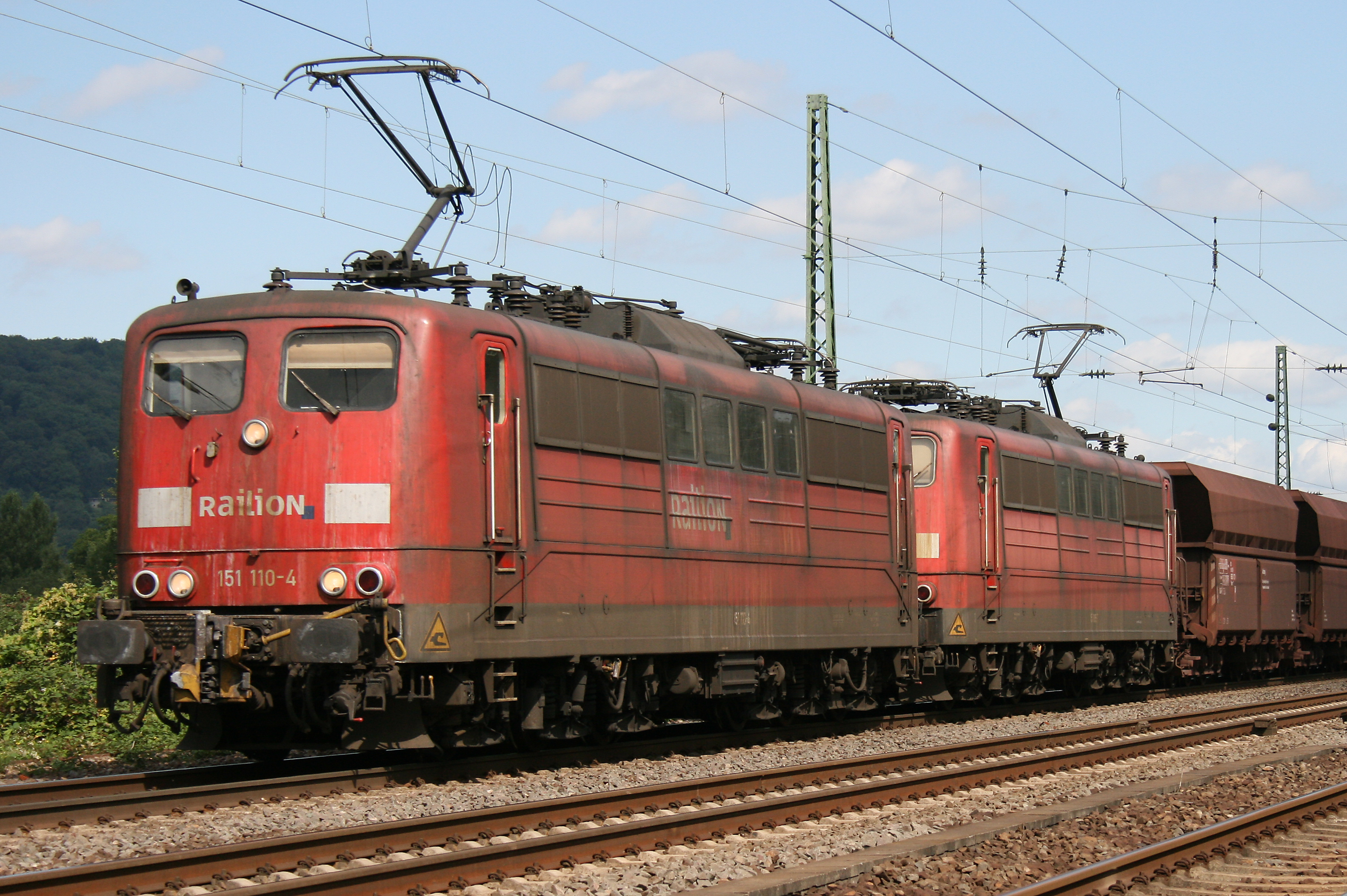
Erzzug mit der AK69e, Baureihe 151 in Doppeltraktion

Als Kompromiss wurde 1988 die mit der Schraubenkupplung kuppelbare reine Zugkupplung Z-AK vorgeschlagen, die ebenfalls von der SA-3 abgeleitet ist, aber weiterhin Seitenpuffer benötigt und nicht die Vorteile einer echten Mittelpufferkupplung wie höhere Belastbarkeit, bessere Laufsicherheit und weniger Rad- und Pufferverschleiß bietet. Daher gilt die Z-AK inzwischen als gescheitert.
Seit 2002 ist mit der C-AKv-Kupplung eine vereinfachte vollwertige Mittelpufferkupplung im Probeeinsatz, die mit der Schraubenkupplung ohne Adapter kuppelbar ist.